# Fondo Mario Bendiscioli
Il Fondo Mario Bendiscioli, storico cattolico, è conservato presso la Biblioteca di Studi Umanistici dell'Università di Pavia.
Comprende circa 5300 volumi, di cui circa 40 antichi, e 74 faldoni di carte che documentano la pluralità di interessi storiografici coltivati dello studioso.

## Storia

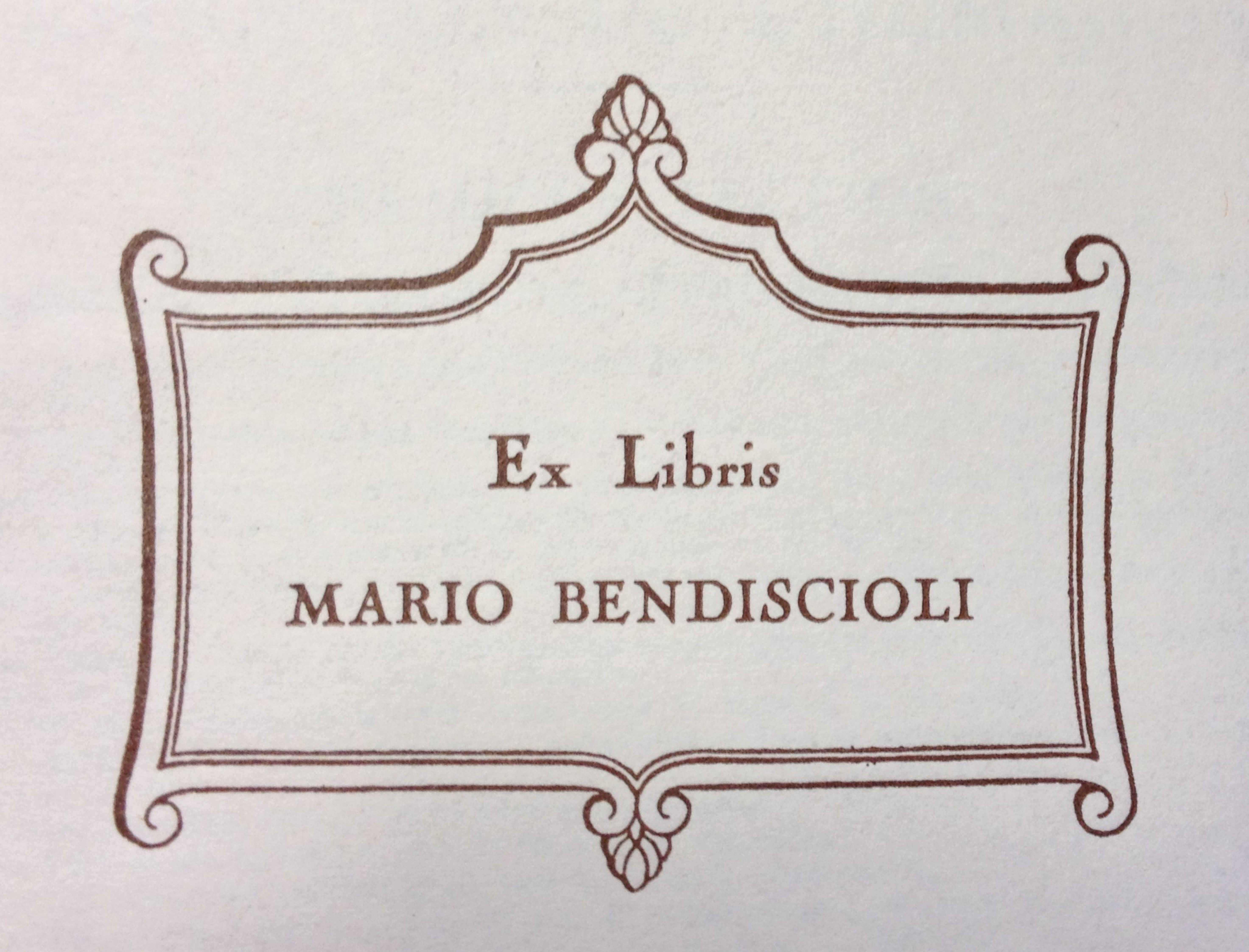
Ex libris di Mario Bendiscioli

Il fondo, identificato dall'ex libris con il nome del donatore,  a metà degli anni Novanta è stato destinato da Mario Bendiscioli ancora in vita all'Università di Pavia: la donazione, non ufficialmente documentata e acquisita a più riprese dal Dipartimento di Storia moderna e contemporanea, documenta sostanzialmente l'ampio spettro degli interessi coltivati dello studioso, che fu docente di Storia moderna e contemporanea e di Storia della Chiesa nelle Università di Milano, Salerno e, tra il 1958 e il 1973, Pavia.
Il Fondo comprende opere sulla storia del cristianesimo, sul rapporto tra coscienza religiosa e democrazia in Italia, sulle relazioni tra Stato e Chiesa nel regime fascista,  sui legami tra Resistenza e antifascismo di matrice cattolica, sul mondo della scuola e la ricostruzione del secondo dopoguerra e sulla storiografia del fascismo e del nazismo.
Di particolare rilievo, in quest'ambito, il nucleo di opere tedesche che illustrano, in modo pressoché esclusivo, movimenti, personaggi-chiave e vicende dell'opposizione cattolica al nazismo nella Germania anni Trenta, edite a volte in forma semiclandestina.
Una parte cospicua del Fondo è costituita dalle opere di cui Bendiscioli è stato autore o a cui ha collaborato a vario titolo, e dalle sue traduzioni in particolare dal tedesco.
Il Fondo comprende anche carteggi e documenti autografi, in parte raccolti in faldoni e buste contrassegnate con il riferimento al volume da cui sono state estrapolate.
Si tratta di documenti che restituiscono la vita e l'opera di Bendiscioli dalla formazione all'insegnamento universitario, ai rapporti privati e politici intessuti con intellettuali e personalità dell'epoca: taccuini di appunti manoscritti e dattiloscritti, bozze di progetti editoriali rimasti incompiuti, ritagli di giornali italiani ed esteri, opuscoli, recensioni, lettere, annotazioni, elenchi di riferimenti bibliografici, elementi significativi perché spesso correlati all'unità bibliografica che li contiene. Lo stesso Bendiscioli, nel 1977, aveva dato una motivazione scientifica a questo suo metodo di lavoro che puntava “all'esplorazione sistematica di giornali, periodici, pubblicazioni rappresentative di posizioni impegnate nel conflitto culturale” e al contatto diretto con gli autori per avere informazioni quanto più complete sui dibattiti contemporanei: a questo proposito, secondo lo studioso un ruolo cruciale era stato giocato da librerie e impiegati di librerie, soprattutto di area germanica, che gli procuravano anche copie di pubblicazioni sequestrate e di scritti che circolavano clandestinamente, poi confluiti nella sua biblioteca personale.
Per lo stesso motivo, sia sui volumi che tra i documenti archivistici conservati a Pavia, è frequente il materiale autografo che testimonia le relazioni tra Mario Bendiscioli e noti studiosi contemporanei, da Cesare Angelini  a Romano Guardini.
Una parte consistente della documentazione archivistica è conservata a Brescia presso l'Archivio storico della Fondazione Civiltà Bresciana che ha raccolto il materiale nel Fondo Mario Bendiscioli.
Altro materiale archivistico è conservato presso l'Università Cattolica bresciana, Sezione dell'Archivio storico della Resistenza bresciana e dell'età contemporanea Archiviato il 20 novembre 2015 in Internet Archive. (3 buste di documenti di varia tipologia, suddivise in 28 fascicoli) e presso l'Istituto Paolo VI Archiviato il 20 novembre 2015 in Internet Archive. di Brescia dove, oltre al Fondo documentario e bibliografico del padre di Mario Bendiscioli, Giacomo Attilio, protagonista del Movimento Cattolico bresciano, è archiviato un significativo nucleo di documenti sulla storia della casa editrice cattolica Morcelliana, di cui Mario Bendiscioli nel 1925 fu cofondatore insieme ad altri giovani cattolici tra cui anche Giovanni Battista Montini (futuro papa Paolo VI).